# Front d'Alliberament Sidama
El Front d'Alliberament Sidama és una organització política i militar d'Etiòpia formada pel poble sidama. La seva ala militar és l'Exèrcit d'Alliberament Sidama. Els sidames van passar a poder de l'emperador d'Etiòpia el 1893 i es va establir una situació colonial. La caiguda de la monarquia el 1973 va anar seguida de l'establiment de la junta militar comunista (Derg), sense canviar la situació d'opressió nacional dels sidames. Els sidames van lluitar contra el Derg i contra la dominació amhara al costat del Front d'Alliberament de Somàlia Occidental a la segona meitat dels anys vuitanta, especialment des de 1988, sota el Moviment d'Alliberament Sidama. El govern del Derg fou enderrocat el 1991 per la victòria del Front Popular d'Alliberament de Tigre i organitzacions aliades incloent el Moviment d'Alliberament Sidama, però llavors es va establir la dominació trigranya sobre els sidames i les relacions es van trencar. Durant el període de transició el país Sidama fou inclòs en el territori dels Pobles del Sud sense dret a estat propi; una part de la població no es va sentir satisfeta i el Moviment va fer aliança amb el Front Nacional d'Alliberament de l'Ogaden i al Front d'Alliberament Oromo i es va fixar com a objectiu la creació d'un estat independent anomenat Sidamaland. El 28 de juliol de 1999 el Sidama Liberation Movement va esdevenir el Sidama Liberation Front i va començar la lluita armada. El 22 de maig de 2006 fou un dels membres fundadors de l'Aliança per la Llibertat i la Democràcia (AFD) establerta a Utrecht.